# 尾道市立美術館
尾道市立美術館（日语：おのみちしりつびじゅつかん）是位於日本廣島縣尾道市千光寺公園（千光寺山）的一座市立美術館。

## 历史
尾道市立美術館開館於1980年3月，原址是舊NHK尾道放送局。2003年1月10日，在經過按安藤忠雄設計方案改建之後，尾道市立美術館重新開館。美術館由本館和新館兩座建築構成。本館建築效仿西鄉寺本堂而建。新館則具安藤建築的特徵，共有兩層，全部建築都是展覽室。

## 外部連結
- 官方網站（日語）